# Independencia (Anzoátegui)
Independencia è un comune del Venezuela situato nello stato dell'Anzoátegui.
Il capoluogo del comune è la città di Soledad.